# Zoran Vujic
Zoran Vujic (* 8. März 1972 in Bogatić) ist ein ehemaliger österreichischer Fußballspieler serbischer Herkunft.

## Karriere
Vujic spielte ab der Saison 1989/90 für den Regionalligisten SCR Altach. Mit Altach stieg er 1991 in die 2. Division auf. Nach dem Aufstieg debütierte er dann im Juli 1991 gegen den SK Austria Klagenfurt in der zweithöchsten Spielklasse. Nach acht Zweitligaeinsätzen wechselte er im Oktober 1991 nach Liechtenstein zum USV Eschen-Mauren. Zur Saison 1992/93 kehrte er nach Österreich zurück und wechselte zum FC Schwarzach. Zur Saison 1993/94 kehrte er zum mittlerweile wieder drittklassigen SCR Altach zurück. Im Jänner 1994 wechselte er erneut ins Ausland.
Zur Saison 1994/95 wechselte er zurück nach Österreich, diesmal zum Zweitligisten SC Austria Lustenau. Für Lustenau erzielte er acht Tore in 21 Zweitligapartien. Zur Saison 1995/96 schloss er sich dem Landesligisten FC Dornbirn 1913 an. Im Jänner 1996 wechselte Vujic in die Schweiz zum unterklassigen FC Diepoldsau. Zur Saison 1996/97 wechselte der Angreifer ein drittes Mal zum Regionalligisten Altach. Mit Altach stieg er zu Saisonende ein zweites Mal in die 2. Division auf. In der Saison 1997/98 absolvierte er 27 Zweitligapartien, in denen er zehn Tore erzielte. Mit dem Klub stieg er zu Saisonende aber direkt wieder aus dem Profibereich ab.
Vujic wechselte nach dem Abstieg zur Saison 1998/99 ein zweites Mal zum mittlerweile erstklassigen SC Austria Lustenau. Dort debütierte er im Juli 1998 in der Bundesliga. In Lustenau konnte er sich aber nicht durchsetzen und absolvierte in seiner ersten – und zugleich einzigen – Bundesligasaison nur sieben Partien. Zur Saison 1999/2000 wurde er an den Zweitligisten SV Braunau verliehen. Für die Oberösterreicher kam er während der Leihe zu 29 Zweitligaeinsätzen, in denen er elfmal traf. Nach dem Ende der Leihe kehrte er zur Saison 2000/01 wieder zur Lustenauer Austria zurück, die in seiner Abwesenheit wieder aus der Bundesliga abgestiegen war. In der Saison 2000/01 kam er zu 32 Zweitligaeinsätzen, in denen er elfmal traf. In der Saison 2001/02 erzielte Vujic in 33 Einsätzen 17 Tore und wurde damit gemeinsam mit Christian Stumpf vom LASK Torschützenkönig der zweithöchsten Spielklasse. In der Saison 2002/03 konnte er an seine Form aber nicht mehr anschließen und machte vier Tore in 25 Einsätzen.
Zur Saison 2003/04 wechselte Vujic ein viertes Mal zum Regionalligisten Altach. Im Jänner 2004 schloss er sich dem Ligakonkurrenten FC Viktoria 62 Bregenz an. Mit Bregenz stieg er 2005 aus der Regionalliga ab. In der Saison 2005/06 spielte er dann noch beim unterklassigen FV Club 83 Wiener Neustadt in Niederösterreich, ehe er seine Karriere beendete.